# 나인 라이브즈 (2005년 영화)
《나인 라이브즈》(영어: Nine Lives)는 2005년 개봉한 미국의 드라마 영화이다. 감독 로드리고 가르시아의 이전 작품인 《그녀를 보기만 해도 알 수 있는 것》(2000)과 유사하게, 서로 겹치는 일련의 삽화로 구성되었고, 각 삽화는 거의 같은 길이로 이뤄져 있으며, 앙상블 캐스트가 등장하고, 끊김 없이 한 번에 촬영되었다. 영화는 다양한 여성들의 삶의 단면을 통해 부모 자녀 관계, 사랑의 파괴, 불륜, 질병, 죽음 등 여러 주제를 다룬다.

## 줄거리
영화는 아홉 개의 짧고 느슨하게 연결된 이야기로 구성되어 있으며, 각 이야기의 중심에는 서로 다른 여성이 있다. 수감된 샌드라는 모처럼 딸이 방문했지만 교도소의 칸막이 전화기가 고장나 딸과 대화를 나누지 못하자 감정적으로 무너진다. 과거 연인이었던 다이애나와 데이미언은 슈퍼마켓에서 우연히 재회해 아련한 감정을 느낀다. 홀리는 자신을 성적으로 학대했던 의붓아버지를 찾아가 격렬한 감정적 동요를 보이며 총을 휘두른다. 소니아와 마틴은 친구 부부인 리사와 데이미언의 새 아파트 방문 중에 부부 싸움으로 감정이 폭발한다. 십 대 소녀 서맨사는 서로 대화가 없는 부모 루스와 래리 사이에서 갈등하며, 각 부모는 서맨사를 통해 상대 배우자가 하는 말을 전달받는다. 휠체어를 사용하는 남편을 돌보는 루스는 술에 취한 홀아비 헨리와 호텔에서 밀회를 가지고 죄책감에 시달린다. 
한편 이혼한 로나는 전 남편 앤드루가 재혼한 아내의 장례 중에 그녀에게 성적인 욕망을 드러내 곤란을 겪는다. 유방암 수술을 앞둔 커밀은 자신을 차분히 지지해주는 남편 리처드에게 짜증을 내고, 매기는 공동묘지에서 딸 마리아와 소풍을 즐기며 자신이 어린 딸의 따뜻한 위로를 얼마나 필요로 하는지 깨닫는다.

## 출연진
9명의 여성
- 엘피디아 카리요
- 로빈 라이트 펜
- 리사게이 해밀턴
- 홀리 헌터
- 어맨다 사이프레드
- 에이미 브레너먼
- 시시 스페이섹
- 캐시 베이커
- 글렌 클로스

그 외
- K 캘런
- 스티븐 딜레인
- 다코타 패닝
- 윌리엄 픽트너
- 제이슨 아이작스
- 조 만테이니아
- 이언 맥셰인
- 몰리 파커
- 메리 케이 플레이스
- 시드니 타미아 포이티어
- 로런스 프레스먼
- 에이든 퀸
- 미겔 샌도벌

## 기타 제작진
- 협력 제작: 에이미 리펀스, 켈리 토머스
- 배역: 에이미 리펀스
- 미술: 코트니 잭슨
- 의상: 마리아 토투